# Temporada 2021-22 de la NBA G League
La Temporada 2021-22 de la NBA Development League, conocida por motivos de patrocinio como NBA G League fue la vigesimoprimera temporada de la liga de desarrollo de la NBA. La competición esta temporada tuvo una gran novedad. Entre el 5 de noviembre y el 22 de diciembre de 2021 los 28 equipos de la liga, más el NBA G League Ignite y los Capitanes de Ciudad de México disputaron la denominada Showcase Cup. Posteriormente se disputa la temporada convencional del 27 de diciembre al 2 de abril seguido de los playoffs.
Los campeones fueron los Rio Grande Valley Vipers, que lograban así su cuarto título.

## Novedades
La NBA G League agregó un nuevo equipo, tuvo tres equipos reubicados y dos equipos cambiaron de marca para la temporada 2021-22:
- Inicialmente se planeó que los Capitanes de Ciudad de México comenzaran a jugar en la G League para la temporada 2020-21, pero retrasaron su debut a la temporada 2021-22 debido a la pandemia. Dado que las restricciones de viaje continuaron en la programación de la temporada 2021-22, los Capitanes solo juegan durante la Showcase Cup del 5 de noviembre al 22 de diciembre y no podrán jugar ningún partido en casa.
- Los Canton Charge se mudaron a Cleveland para jugar en el Wolstein Center de la Universidad Estatal de Cleveland y fue rebautizado como Cleveland Charge.[2]
- Los Detroit Pistons compraron y reubicaron la franquicia Northern Arizona Suns para convertirse en los Motor City Cruise con partidos en casa en Detroit en el Wayne State Arena.
- Los New Orleans Pelicans trasladaron su franquicia, anteriormente jugando como Erie BayHawks, a Birmingham, Alabama, convirtiéndose en los Birmingham Squadron luego de la renovación de Legacy Arena.[3]
- Los Boston Celtics cambiaron el nombre de su filial, los Maine Red Claws, rebautizándlo como los Maine Celtics.[4]
- Los Denver Nuggets se afiliaron con Grand Rapids Drive, que anteriormente había estado afiliado a los Pistons, y los Drive cambió su nombre a Grand Rapids Gold.[5][6]

Además, los Westchester Knicks trasladaron temporalmente sus partidos como local de White Plains, Nueva York, a Bridgeport, Connecticut, ya que su estadio local, el Westchester County Center, todavía se usaba como un sitio de vacunación COVID-19.

## Showcase Cup
La liga cambió su formato de temporada para jugarse en dos etapas: una Copa de Exhibición (Showcase Cup) de 14 partidos y luego una temporada regular de 36 partidos con sus playoffs. Los 30 equipos están programados para jugar en la Showcase Cup que finaliza con la NBA G League Winter Showcase el fin de semana del 19 al 22 de diciembre. La temporada regular comenzará el 27 de diciembre con la clasificación de la liga reiniciada para clasificar para los playoffs. Los NBA G League Ignite y los Capitanes de Ciudad de México no participarán en la temporada regular ni en los playoffs, pero jugarán algunos partidos de exhibición que no cuentan para la clasificación de los otros equipos.

### Clasificaciones
Actualizado a 18 de diciembre de 2021.
| Equipo (afiliado)          | G | P | PCT  |
| -------------------------- | - | - | ---- |
| Wisconsin Herd (MIL)       | 9 | 3 | .750 |
| Motor City Cruise (DET)    | 8 | 4 | .667 |
| Fort Wayne Mad Ants (IND)  | 8 | 4 | .667 |
| Cleveland Charge (CLE)     | 6 | 6 | .500 |
| Iowa Wolves (MIN)          | 6 | 6 | .500 |
| Grand Rapids Gold (DEN)    | 5 | 6 | .455 |
| Windy City Bulls (CHI)     | 2 | 7 | .222 |
| Sioux Falls Skyforce (MIA) | 1 | 9 | .100 |

| Equipo (afiliado)           | G  | P | PCT  |
| --------------------------- | -- | - | ---- |
| Delaware Blue Coats (PHI)   | 11 | 1 | .917 |
| Maine Celtics (BOS)         | 10 | 2 | .833 |
| Capital City Go-Go (WAS)    | 6  | 6 | .500 |
| Westchester Knicks (NYK)    | 4  | 8 | .333 |
| Long Island Nets (BKN)      | 4  | 8 | .333 |
| Raptors 905 (TOR)           | 4  | 8 | .333 |
| College Park Skyhawks (ATL) | 3  | 9 | .000 |

| Equipo (afiliado)              | G | P | PCT  |
| ------------------------------ | - | - | ---- |
| Rio Grande Valley Vipers (HOU) | 9 | 3 | .750 |
| Birmingham Squadron (NOP)      | 7 | 5 | .583 |
| Texas Legends (DAL)            | 7 | 5 | .583 |
| Austin Spurs (SAS)             | 7 | 5 | .583 |
| Memphis Hustle (MEM)           | 6 | 6 | .500 |
| Lakeland Magic (ORL)           | 5 | 7 | .417 |
| Capitanes de Ciudad de México  | 4 | 8 | .333 |
| Greensboro Swarm (CHA)         | 3 | 9 | .250 |

| Equipo (afiliado)            | G | P  | PCT  |
| ---------------------------- | - | -- | ---- |
| South Bay Lakers (LAL)       | 9 | 3  | .750 |
| Oklahoma City Blue (OKC)     | 8 | 4  | .667 |
| Agua Caliente Clippers (LAC) | 7 | 5  | .583 |
| NBA G League Ignite          | 6 | 6  | .500 |
| Stockton Kings (SAC)         | 6 | 6  | .500 |
| Santa Cruz Warriors (GSW)    | 4 | 8  | .333 |
| Salt Lake City Stars (UTA)   | 2 | 10 | .167 |

      Clasificados para playoffs de la Showcase Cup.

### Winter Showcase
|  | Cuartos de final        | Cuartos de final         | Cuartos de final        |                    |     | Semifinales             | Semifinales             | Semifinales             |  |   | Final                   | Final                   | Final                   |  |
|  | 19 de diciembre de 2021 | 19 de diciembre de 2021  | 19 de diciembre de 2021 |                    |     | 21 de diciembre de 2021 | 21 de diciembre de 2021 | 21 de diciembre de 2021 |  |   | 22 de diciembre de 2021 | 22 de diciembre de 2021 | 22 de diciembre de 2021 |  |
|  |                         |                          |                         |                    |     |                         |                         |                         |  |   |                         |                         |                         |  |
|  |                         |                          |                         |                    |     |                         |                         |                         |  |   |                         |                         |                         |  |
|  | 1                       | Delaware Blue Coats      | 126                     |                    |     |                         |                         |                         |  |   |                         |                         |                         |  |
|  | 1                       | Delaware Blue Coats      | 126                     |                    |     |                         |                         |                         |  |   |                         |                         |                         |  |
|  | 8                       | Fort Wayne Mad Ants      | 101                     |                    |     |                         |                         |                         |  |   |                         |                         |                         |  |
|  | 8                       | Fort Wayne Mad Ants      | 101                     |                    | 1   | Delaware Blue Coats     | 122                     |                         |  |   |                         |                         |                         |  |
|  |                         |                          |                         |                    | 1   | Delaware Blue Coats     | 122                     |                         |  |   |                         |                         |                         |  |
|  |                         |                          | 4                       | South Bay Lakers   | 108 |                         |                         |                         |  |   |                         |                         |                         |  |
|  | 4                       | South Bay Lakers         | 4                       | South Bay Lakers   | 108 | 119                     |                         |                         |  |   |                         |                         |                         |  |
|  | 4                       | South Bay Lakers         |                         |                    |     |                         |                         |                         |  |   |                         |                         |                         |  |
|  | 5                       | Wisconsin Herd           | 112                     |                    |     |                         |                         |                         |  |   |                         |                         |                         |  |
|  | 5                       | Wisconsin Herd           | 112                     |                    |     |                         |                         |                         |  | 1 | Delaware Blue Coats     | 104                     |                         |  |
|  |                         |                          |                         |                    |     |                         |                         |                         |  | 1 | Delaware Blue Coats     | 104                     |                         |  |
|  |                         |                          | 6                       | Oklahoma City Blue | 98  |                         |                         |                         |  |   |                         |                         |                         |  |
|  | 3                       | Rio Grande Valley Vipers | 6                       | Oklahoma City Blue | 98  | 113                     |                         |                         |  |   |                         |                         |                         |  |
|  | 3                       | Rio Grande Valley Vipers |                         |                    |     |                         |                         |                         |  |   |                         |                         |                         |  |
|  | 6                       | Oklahoma City Blue       | 119 (Pr.)               |                    |     |                         |                         |                         |  |   |                         |                         |                         |  |
|  | 6                       | Oklahoma City Blue       | 119 (Pr.)               |                    | 6   | Oklahoma City Blue      | 99                      |                         |  |   |                         |                         |                         |  |
|  |                         |                          |                         |                    | 6   | Oklahoma City Blue      | 99                      |                         |  |   |                         |                         |                         |  |
|  |                         |                          | 7                       | Motor City Cruise  | 97  |                         |                         |                         |  |   |                         |                         |                         |  |
|  | 2                       | Maine Celtics            | 7                       | Motor City Cruise  | 97  | 103                     |                         |                         |  |   |                         |                         |                         |  |
|  | 2                       | Maine Celtics            |                         |                    |     |                         |                         |                         |  |   |                         |                         |                         |  |
|  | 7                       | Motor City Cruise        | 116                     |                    |     |                         |                         |                         |  |   |                         |                         |                         |  |
|  | 7                       | Motor City Cruise        | 116                     |                    |     |                         |                         |                         |  |   |                         |                         |                         |  |
|  |                         |                          |                         |                    |     |                         |                         |                         |  |   |                         |                         |                         |  |

MVP del torneo: Jarron Cumberland (Delaware Blue Coats)

#### Final
| 22 de diciembre | Oklahoma City Blue                                          | 98–104               | Delaware Blue Coats                                                  | |  |
|                 | Parciales: 28–34, 21–23, 23–28, 26–19                       |                      |                                                                      | |  |
|                 | Estadísticas Rob Edwards 22 Rob Edwards 13 Zavier Simpson 5 | Reporte Pts Reb Asts | Estadísticas 24 Jarron Cumberland 11 Braxton Key 6 Jarron Cumberland | Pabellón: Mandalay Bay Convention Center, Las Vegas, Nevada Árbitros: #55 Cheryl Flores, #13 Dannica Mosher, #80 Jamahl Ralls Televisión: ESPN |  |

## Temporada regular
Actualizado a 2 de abril de 2022.
| Pos. | Equipo                          | G  | P  | Pts | PD   |
| ---- | ------------------------------- | -- | -- | --- | ---- |
| 1    | y – Raptors 905 (TOR)           | 24 | 8  | 56  | —    |
| 2    | x – Motor City Cruise (DET)     | 22 | 10 | 54  | 2    |
| 3    | x – Delaware Blue Coats (PHI)   | 22 | 10 | 54  | 2    |
| 4    | x – Capital City Go-Go (WAS)    | 21 | 10 | 52  | 2.5  |
| 5    | x – College Park Skyhawks (ATL) | 20 | 13 | 53  | 4.5  |
| 6    | x – Long Island Nets (BKN)      | 18 | 15 | 51  | 6.5  |
|      |                                 |    |    |     |      |
| 7    | e – Grand Rapids Gold (DEN)     | 17 | 15 | 49  | 7    |
| 8    | e – Westchester Knicks (NYK)    | 17 | 15 | 49  | 7    |
| 9    | e – Fort Wayne Mad Ants (IND)   | 17 | 17 | 51  | 8    |
| 10   | e – Maine Celtics (BOS)         | 16 | 16 | 48  | 8    |
| 11   | e – Windy City Bulls (CHI)      | 15 | 19 | 49  | 10   |
| 12   | e – Lakeland Magic (ORL)        | 11 | 21 | 43  | 13   |
| 13   | e – Greensboro Swarm (CHA)      | 9  | 24 | 42  | 15.5 |
| 14   | e – Wisconsin Herd (MIL)        | 8  | 24 | 40  | 16   |
| 15   | e – Cleveland Charge (CLE)      | 6  | 26 | 38  | 18   |

| Pos. | Equipo                             | G  | P  | Pts | PD   |
| ---- | ---------------------------------- | -- | -- | --- | ---- |
| 1    | y – Rio Grande Valley Vipers (HOU) | 24 | 10 | 58  | —    |
| 2    | x – Agua Caliente Clippers (LAC)   | 22 | 11 | 55  | 1.5  |
| 3    | x – South Bay Lakers (LAL)         | 21 | 11 | 53  | 2    |
| 4    | x – Birmingham Squadron (NO)       | 18 | 14 | 50  | 5    |
| 5    | x – Texas Legends (DAL)            | 19 | 15 | 53  | 5    |
| 6    | x – Santa Cruz Warriors (GSW)      | 15 | 17 | 47  | 8    |
|      |                                    |    |    |     |      |
| 7    | e – Iowa Wolves (MIN)              | 15 | 17 | 47  | 8    |
| 8    | e – Stockton Kings (SAC)           | 15 | 18 | 48  | 8.5  |
| 9    | e – Memphis Hustle (MEM)           | 15 | 19 | 49  | 9    |
| 10   | e – Oklahoma City Blue (OKC)       | 15 | 20 | 50  | 9.5  |
| 11   | e – Austin Spurs (SAS)             | 13 | 19 | 45  | 10   |
| 12   | e – Sioux Falls Skyforce (MIA)     | 14 | 21 | 49  | 10.5 |
| 13   | e – Salt Lake City Stars (UTA)     | 9  | 23 | 41  | 14   |

## Playoffs
|  | Cuartos de final de Conferencia 5 de abril (partido único) | Cuartos de final de Conferencia 5 de abril (partido único) | Cuartos de final de Conferencia 5 de abril (partido único) |                          |     | Semifinales de Conferencia 7/8 de abril (partido único) | Semifinales de Conferencia 7/8 de abril (partido único) | Semifinales de Conferencia 7/8 de abril (partido único) |  |   | Finales de Conferencia 9/10 de abril (partido único) | Finales de Conferencia 9/10 de abril (partido único) | Finales de Conferencia 9/10 de abril (partido único) |   |  | Finales 12, 14 y 17 de abril (al mejor de 3) | Finales 12, 14 y 17 de abril (al mejor de 3) | Finales 12, 14 y 17 de abril (al mejor de 3) |  |
|  |                                                            |                                                            |                                                            |                          |     |                                                         |                                                         |                                                         |  |   |                                                      |                                                      |                                                      |   |  |                                              |                                              |                                              |  |
|  |                                                            |                                                            |                                                            |                          |     |                                                         |                                                         |                                                         |  |   |                                                      |                                                      |                                                      |   |  |                                              |                                              |                                              |  |
|  |                                                            |                                                            |                                                            |                          |     |                                                         |                                                         |                                                         |  |   |                                                      |                                                      |                                                      |   |  |                                              |                                              |                                              |  |
|  |                                                            |                                                            |                                                            |                          |     |                                                         |                                                         |                                                         |  |   |                                                      |                                                      |                                                      |   |  |                                              |                                              |                                              |  |
|  |                                                            |                                                            |                                                            |                          |     |                                                         |                                                         |                                                         |  |   |                                                      |                                                      |                                                      |   |  |                                              |                                              |                                              |  |
|  |                                                            | 1                                                          | Raptors 905                                                | 131*                     |     |                                                         |                                                         |                                                         |  |   |                                                      |                                                      |                                                      |   |  |                                              |                                              |                                              |  |
|  |                                                            |                                                            |                                                            | 131*                     |     |                                                         |                                                         |                                                         |  |   |                                                      |                                                      |                                                      |   |  |                                              |                                              |                                              |  |
|  |                                                            |                                                            | 4                                                          | Capital City Go-Go       | 126 |                                                         |                                                         |                                                         |  |   |                                                      |                                                      |                                                      |   |  |                                              |                                              |                                              |  |
|  | 4                                                          | Capital City Go-Go                                         | 4                                                          | Capital City Go-Go       | 126 | 131                                                     |                                                         |                                                         |  |   |                                                      |                                                      |                                                      |   |  |                                              |                                              |                                              |  |
|  | 4                                                          | Capital City Go-Go                                         |                                                            |                          |     |                                                         |                                                         |                                                         |  |   |                                                      |                                                      |                                                      |   |  |                                              |                                              |                                              |  |
|  | 5                                                          | College Park Skyhawks                                      | 122                                                        |                          |     |                                                         |                                                         |                                                         |  |   |                                                      |                                                      |                                                      |   |  |                                              |                                              |                                              |  |
|  | 5                                                          | College Park Skyhawks                                      | 122                                                        |                          |     |                                                         |                                                         |                                                         |  | 1 | Raptors 905                                          | 139                                                  |                                                      |   |  |                                              |                                              |                                              |  |
|  | Conferencia Este                                           |                                                            |                                                            |                          |     |                                                         |                                                         |                                                         |  | 1 | Raptors 905                                          | 139                                                  |                                                      |   |  |                                              |                                              |                                              |  |
|  |                                                            |                                                            | 3                                                          | Delaware Blue Coats      | 143 |                                                         |                                                         |                                                         |  |   |                                                      |                                                      |                                                      |   |  |                                              |                                              |                                              |  |
|  | 3                                                          | Delaware Blue Coats                                        | 3                                                          | Delaware Blue Coats      | 143 | 133                                                     |                                                         |                                                         |  |   |                                                      |                                                      |                                                      |   |  |                                              |                                              |                                              |  |
|  | 3                                                          | Delaware Blue Coats                                        |                                                            |                          |     |                                                         |                                                         |                                                         |  |   |                                                      |                                                      |                                                      |   |  |                                              |                                              |                                              |  |
|  | 6                                                          | Long Island Nets                                           | 116                                                        |                          |     |                                                         |                                                         |                                                         |  |   |                                                      |                                                      |                                                      |   |  |                                              |                                              |                                              |  |
|  | 6                                                          | Long Island Nets                                           | 116                                                        |                          | 2   | Motor City Cruise                                       | 116                                                     |                                                         |  |   |                                                      |                                                      |                                                      |   |  |                                              |                                              |                                              |  |
|  |                                                            |                                                            |                                                            |                          | 2   | Motor City Cruise                                       | 116                                                     |                                                         |  |   |                                                      |                                                      |                                                      |   |  |                                              |                                              |                                              |  |
|  |                                                            |                                                            | 3                                                          | Delaware Blue Coats      | 124 |                                                         |                                                         |                                                         |  |   |                                                      |                                                      |                                                      |   |  |                                              |                                              |                                              |  |
|  |                                                            |                                                            | 3                                                          | Delaware Blue Coats      | 124 |                                                         |                                                         |                                                         |  |   |                                                      |                                                      |                                                      |   |  |                                              |                                              |                                              |  |
|  |                                                            |                                                            |                                                            |                          |     |                                                         |                                                         |                                                         |  |   |                                                      |                                                      |                                                      |   |  |                                              |                                              |                                              |  |
|  |                                                            |                                                            |                                                            |                          |     |                                                         |                                                         |                                                         |  |   |                                                      |                                                      |                                                      |   |  |                                              |                                              |                                              |  |
|  |                                                            |                                                            |                                                            |                          |     |                                                         |                                                         |                                                         |  |   |                                                      | 3                                                    | Delaware Blue Coats                                  | 0 |  |                                              |                                              |                                              |  |
|  |                                                            |                                                            |                                                            |                          |     |                                                         |                                                         |                                                         |  |   |                                                      |                                                      |                                                      | 0 |  |                                              |                                              |                                              |  |
|  |                                                            |                                                            | 1                                                          | Rio Grande Valley Vipers | 2   |                                                         |                                                         |                                                         |  |   |                                                      |                                                      |                                                      |   |  |                                              |                                              |                                              |  |
|  |                                                            |                                                            | 1                                                          | Rio Grande Valley Vipers | 2   |                                                         |                                                         |                                                         |  |   |                                                      |                                                      |                                                      |   |  |                                              |                                              |                                              |  |
|  |                                                            |                                                            |                                                            |                          |     |                                                         |                                                         |                                                         |  |   |                                                      |                                                      |                                                      |   |  |                                              |                                              |                                              |  |
|  |                                                            |                                                            |                                                            |                          |     |                                                         |                                                         |                                                         |  |   |                                                      |                                                      |                                                      |   |  |                                              |                                              |                                              |  |
|  |                                                            | 1                                                          | Rio Grande Valley Vipers                                   | 120                      |     |                                                         |                                                         |                                                         |  |   |                                                      |                                                      |                                                      |   |  |                                              |                                              |                                              |  |
|  |                                                            |                                                            |                                                            | 120                      |     |                                                         |                                                         |                                                         |  |   |                                                      |                                                      |                                                      |   |  |                                              |                                              |                                              |  |
|  |                                                            |                                                            | 5                                                          | Texas Legends            | 103 |                                                         |                                                         |                                                         |  |   |                                                      |                                                      |                                                      |   |  |                                              |                                              |                                              |  |
|  | 4                                                          | Birmingham Squadron                                        | 5                                                          | Texas Legends            | 103 | 100                                                     |                                                         |                                                         |  |   |                                                      |                                                      |                                                      |   |  |                                              |                                              |                                              |  |
|  | 4                                                          | Birmingham Squadron                                        |                                                            |                          |     |                                                         |                                                         |                                                         |  |   |                                                      |                                                      |                                                      |   |  |                                              |                                              |                                              |  |
|  | 5                                                          | Texas Legends                                              | 115                                                        |                          |     |                                                         |                                                         |                                                         |  |   |                                                      |                                                      |                                                      |   |  |                                              |                                              |                                              |  |
|  | 5                                                          | Texas Legends                                              | 115                                                        |                          |     |                                                         |                                                         |                                                         |  | 1 | Rio Grande Valley Vipers                             | 125                                                  |                                                      |   |  |                                              |                                              |                                              |  |
|  | Conferencia Oeste                                          |                                                            |                                                            |                          |     |                                                         |                                                         |                                                         |  | 1 | Rio Grande Valley Vipers                             | 125                                                  |                                                      |   |  |                                              |                                              |                                              |  |
|  |                                                            |                                                            | 2                                                          | Agua Caliente Clippers   | 114 |                                                         |                                                         |                                                         |  |   |                                                      |                                                      |                                                      |   |  |                                              |                                              |                                              |  |
|  | 3                                                          | South Bay Lakers                                           | 2                                                          | Agua Caliente Clippers   | 114 | 134                                                     |                                                         |                                                         |  |   |                                                      |                                                      |                                                      |   |  |                                              |                                              |                                              |  |
|  | 3                                                          | South Bay Lakers                                           |                                                            |                          |     |                                                         |                                                         |                                                         |  |   |                                                      |                                                      |                                                      |   |  |                                              |                                              |                                              |  |
|  | 6                                                          | Santa Cruz Warriors                                        | 123                                                        |                          |     |                                                         |                                                         |                                                         |  |   |                                                      |                                                      |                                                      |   |  |                                              |                                              |                                              |  |
|  | 6                                                          | Santa Cruz Warriors                                        | 123                                                        |                          | 2   | Agua Caliente Clippers                                  | 112                                                     |                                                         |  |   |                                                      |                                                      |                                                      |   |  |                                              |                                              |                                              |  |
|  |                                                            |                                                            |                                                            |                          | 2   | Agua Caliente Clippers                                  | 112                                                     |                                                         |  |   |                                                      |                                                      |                                                      |   |  |                                              |                                              |                                              |  |
|  |                                                            |                                                            | 3                                                          | South Bay Lakers         | 110 |                                                         |                                                         |                                                         |  |   |                                                      |                                                      |                                                      |   |  |                                              |                                              |                                              |  |
|  |                                                            |                                                            | 3                                                          | South Bay Lakers         | 110 |                                                         |                                                         |                                                         |  |   |                                                      |                                                      |                                                      |   |  |                                              |                                              |                                              |  |
|  |                                                            |                                                            |                                                            |                          |     |                                                         |                                                         |                                                         |  |   |                                                      |                                                      |                                                      |   |  |                                              |                                              |                                              |  |
|  |                                                            |                                                            |                                                            |                          |     |                                                         |                                                         |                                                         |  |   |                                                      |                                                      |                                                      |   |  |                                              |                                              |                                              |  |
|  |                                                            |                                                            |                                                            |                          |     |                                                         |                                                         |                                                         |  |   |                                                      |                                                      |                                                      |   |  |                                              |                                              |                                              |  |
|  |                                                            |                                                            |                                                            |                          |     |                                                         |                                                         |                                                         |  |   |                                                      |                                                      |                                                      |   |  |                                              |                                              |                                              |  |

#### Finales
| 12 de abril | Rio Grande Valley Vipers                                             | 145–128              | Delaware Blue Coats                                               | |  |
|             | Parciales: 35–36, 42–29, 36–32, 32–31                                |                      |                                                                   | |  |
|             | Estadísticas Trevelin Queen, 44 Mfiondu Kabengele, 14 Daishen Nix, 5 | Reporte Pts Reb Asts | Estadísticas Patrick McCaw, 24 Patrick McCaw, 9 Shamorie Ponds, 9 | Pabellón: Bert Ogden Arena – Edinburg, Texas Asistencia: 4186 espectadores Árbitros: #55 Cheryl Flores, #36 Tyler Ricks, #77 Jenna Reneau, #12 Robert Hussey Televisión: CBS |  |

| 14 de abril | Delaware Blue Coats                                                        | 114–131              | Rio Grande Valley Vipers                                          | |  |
|             | Parciales: 28–43, 29–28, 29–35, 28–27                                      |                      |                                                                   | |  |
|             | Estadísticas Myles Powell, 28 Shaquille Harrison, 12 Shaquille Harrison, 9 | Reporte Pts Reb Asts | Estadísticas Mfiondu Kabengele, 29 Daishen Nix, 11 Daishen Nix, 8 | Pabellón: Chase Fieldhouse – Wilmington, Delaware Asistencia: 2619 espectadores Árbitros: 18 Isaac Barnett, #17 Matt Kallio, #13 Dannica Mosher, #80 Jamahl Ralls Televisión: CBS |  |

## Galardones

### Jugador de la semana
| Fecha                             | Jugador           | Equipo                   | Ref.   |
| --------------------------------- | ----------------- | ------------------------ | ------ |
| 9 al 16 de noviembre              | Saben Lee         | Motor City Cruise        | [ 11 ] |
| 16 al 23 de noviembre             | Charlie Brown Jr. | Delaware Blue Coats      |        |
| 23 al 30 de noviembre             | Tacko Fall        | Cleveland Charge         |        |
| 30 de noviembre al 7 de diciembre | Luka Šamanić      | Westchester Knicks       |        |
| 7 al 14 de diciembre              | Paul Reed         | Delaware Blue Coats      |        |
| 3 al 9 de enero                   | Craig Randall II  | Long Island Nets         | [ 12 ] |
| 10 al 16 de enero                 | Carlik Jones      | Texas Legends            | [ 13 ] |
| 17 al 23 de enero                 | Daishen Nix       | Rio Grande Valley Vipers | [ 14 ] |
| 24 al 30 de enero                 | Justin Tillman    | College Park Skyhawks    | [ 15 ] |
| 31 de enero al 6 de febrero       | Saben Lee (2)     | Motor City Cruise        | [ 15 ] |
| 7 al 13 de febrero                | Chris Clemons     | Maine Celtics            | [ 16 ] |
| 21 al 27 de febrero               | Isaiah Thomas     | Grand Rapids Gold        | [ 15 ] |
| 28 de febrero al 6 de marzo       | Nik Stauskas      | Grand Rapids Gold        | [ 15 ] |
| 7 al 13 de marzo                  | Justin Anderson   | Fort Wayne Mad Ants      | [ 17 ] |
| 14 al 20 de marzo                 | Cat Barber        | College Park Skyhawks    | [ 15 ] |
| 21 al 27 de marzo                 | Jerome Robinson   | Santa Cruz Warriors      | [ 15 ] |
| 28 de marzo al 3 de abril         | Charles Bassey    | Delaware Blue Coats      | [ 15 ] |

### Jugador del mes
| Mes       | Jugador          |
| --------- | ---------------- |
| Noviembre | Saben Lee        |
| Enero     | Mason Jones      |
| Febrero   | Craig Randall II |
| Marzo     | Chris Clemons    |

### Winter Showcase

#### MVP
- Jarron Cumberland, Delaware Blue Coats[18]

#### Mejor quinteto del Showcase
- F, Paris Bass, South Bay Lakers[19]
- F, D.J. Wilson, Oklahoma City Blue[19]
- F/C, Cheick Diallo, Motor City Cruise[19]
- G, Jarron Cumberland, Delaware Blue Coats[19]
- G, Cat Barber, College Park Skyhawks[19]